# National Institutes of Health

Bilden visar NIH:s logotyp.

National Institutes of Health (förkortas ofta NIH) är en myndighet som lyder under den amerikanska federala regeringens departement för hälsovård och socialomsorg (Department of Health and Human Services). NIH svarar för finansieringen av cirka 28 procent av all medicinsk forskning som sker i USA, vilket för NIH:s del uppgår till cirka 28 miljarder dollar årligen. NIH är därmed världens största statliga forskningsfinansiär. Huvudkontoret ligger i Bethesda i Maryland.

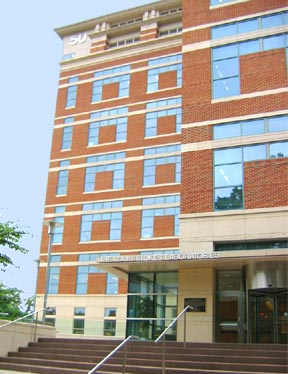
NIH:s byggnad n:r 50 i Bethesda

NIH består av cirka 27 forskningscentra och fungerar både som forskningsfinansiär och som forskningsutförare, 80 procent av anslagen delas ut som projektbidrag och resten används för NIH omfattande forskningsverksamhet. NIH delar även ut forskningsanslag till icke-amerikanska forskare, under förutsättning att forskningen inte går att utföra i USA.